# Jesenec
Jesenec (en allemand : Jessenetz) est une commune du district de Prostějov, dans la région d'Olomouc, en République tchèque. Sa population s'élevait à 293 habitants en 2023.

## Géographie
Jesenec se trouve à 3 km au nord-ouest du centre de Konice, à 23,5 km au nord-ouest de Prostějov, à 28 km au sud-ouest d'Olomouc et à 183 km à l'est-sud-est de Prague.
La commune est limitée par Ludmírov au nord, par Konice à l'est et au sud, et par Dzbel à l'ouest.

## Histoire
La première mention écrite de la localité date de 1351.

## Galerie

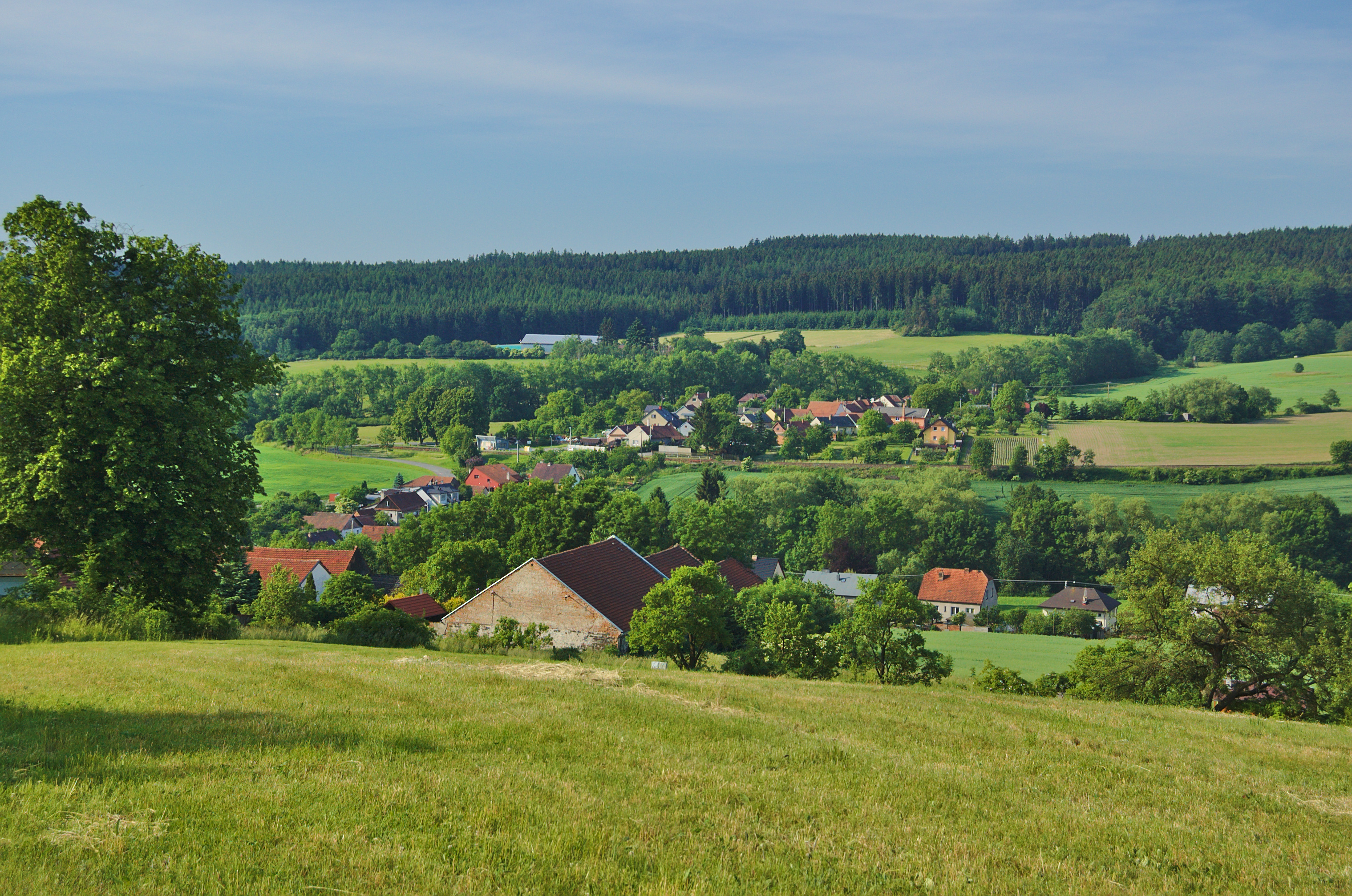
Vue générale de Jesenec.
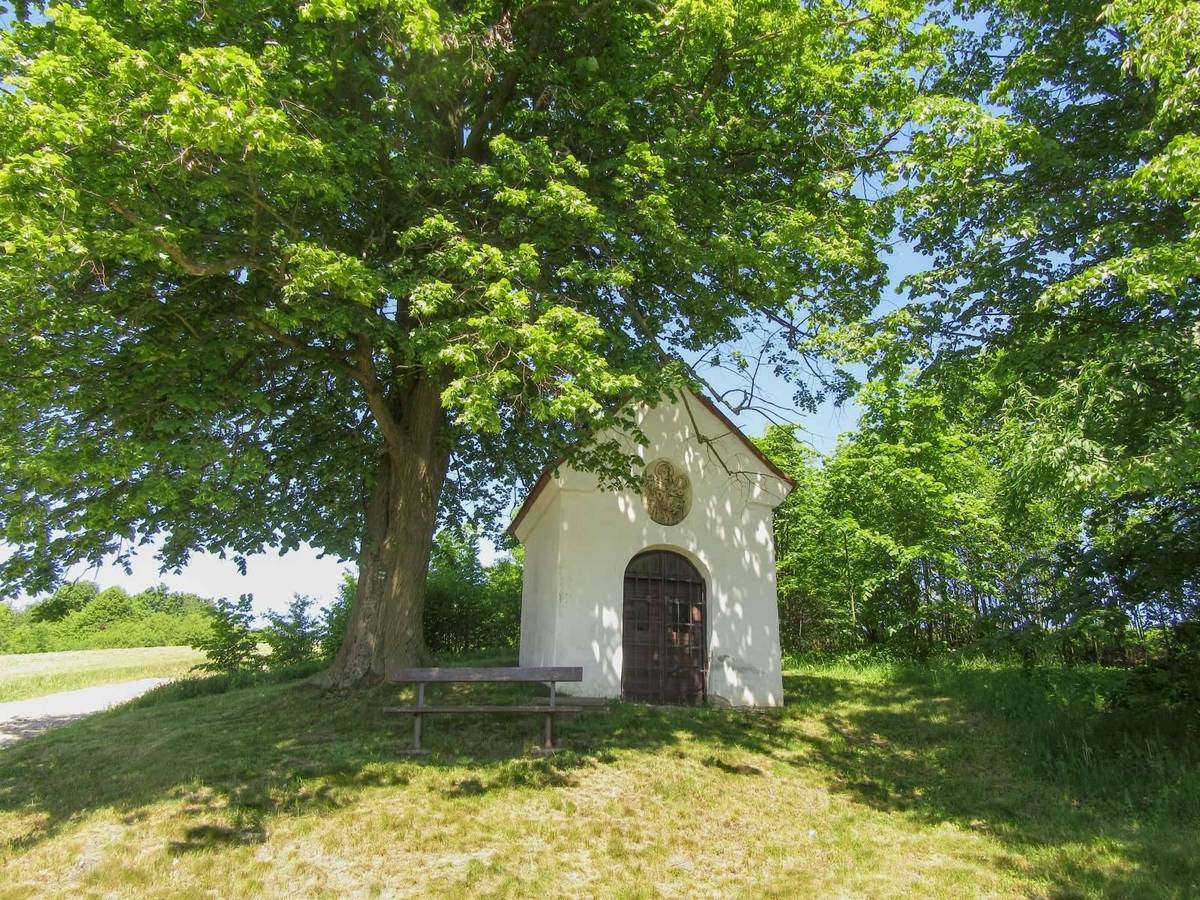
Chapelle à Jesenec.

## Transports
Par la route, Jesenec se trouve à 3 km de Konice, à 26 km de Prostějov, à 33 km d'Olomouc et à 231 km de Prague.